# Намски рејон
Намски рејон или Намски улус (рус. Намский район, јакут. Нам улууhа) је један од 34 рејона Републике Јакутије у Руској Федерацији. 
Налази се у централном дијелу Јакутије и заузима површину од 11.900 км².
Цијели рејон лежи у Средњојакутској низији и кроз њега протиче ријека Лена са многим притокама.
Административни центар је село Намци, који се од главног града Јакутска налази на 84 км копном или 96 км воденим путем.
Први руски козаци су у овај рејон стигли почетком XVII вијека под командом Петра Бекетова. Након тога Намски рејон је имао значајну  улогу у ширењу руског утицаја и на друге рејоне, све до оснивања Јакутска. Осим ширења политичког утицаја, Руси су у ове крајеве донијели и нову културу, те развили пољопривреду. Под овим утицајем рејон се равијао и кроз вијекове касније дао је многе познате личности из јакутске и руске историје.
Укупан број становника рејона је 22.879 (2010).
Већину становништва чине Јакути (97%), те мањи број Руса.